# Boeri River
Der Boeri River ist ein Fluss an der Westküste von Dominica in den Parishes Saint Paul und Saint George. Entgegen dem Namen gibt es keinen Zufluss zum Boeri River aus dem Boeri Lake.

## Geographie
Der Boeri River entspringt mit zahlreichen Quellflüssen am westlichen Hang des Morne Trois Pitons im Nationalpark Morne Trois Pitons im Zentrum von Roseau (⊙ 960 m, ⊙ 930 m). Am Übergang vom Plateau zum Tal bildet der Hauptquellfluss die Middleham Falls (Providence Estate). Kurz danach fließen die Quellbäche zusammen und der Fluss bildet seinen Mittellauf beim Abstieg in die Tiefebene. Dann erhält er Zufluss von links und Osten durch den Providence River. Bei Stewart Hall Estate (Cochrane) erhält er weiteren Zufluss durch die Schwefelquelle Mayette Spring und von Norden und rechts kommen aus dem Morne Cabrits Marons (Cochrane) zahlreiche weitere kleine Zuflüsse. Der Fluss verläuft zunächst generell nach Südwesten, wendet sich aber bei Montpellier/Knowsley Park Estate nach Westen und nach dem Bergsporn von Knowsley Park nach Nordwesten, wo er in kurvenreichem Verlauf in seinem Unterlauf nach Canefield fließt und dort in das Karibische Meer mündet.
Im Unterlauf verläuft der Fluss teilweise parallel zur Ravine Coque im Süden im Oberlauf verläuft der Fluss in Nähe des Einzugsgebietes des Roseau. Nach Norden schließt sich das Einzugsgebiet der Ravine Newland an und die Quellbäche entspringen in der Nähe der Flüsse Check Hall River und Belfast River, deren Einzugsgebiete sich sonst weiter nördlich erstrecken.